# Aéroport international de Nankin
 (juillet 2025).
L'aéroport International de Nankin Lukou (code IATA : NKG • code OACI : ZSNJ) se trouve à Lukou, plus de 35 km au sud de Nankin, capitale de la province du Jiangsu, Chine.
En 2013, l'aéroport de Nankin a traité plus de 255 000 tonnes de fret se classant au 11e rang chinois. Il est aussi le 15e aéroport chinois en nombre de passagers en 2013 avec environ 15 millions de passagers qui y ont transité.
L'aéroport de Nankin est le hub de la compagnie aérienne chinoise de fret China Postal Airlines.
Le projet d'extension de l'aéroport de Nankin est en cours, il inclut la construction d'un nouveau terminal, une nouvelle piste et une nouvelle voie de circulation. La mise en service est prévue pour 2014. Ce projet permettra à l'aéroport de Nankin d'avoir la capacité de traiter 30 millions de passagers et 800 000 tonnes de fret par an jusqu'à 2020.

## Situation

### Carte des 50 premiers aéroports de Chine
| \| 500 km1:25 016 000 \| Baotou Canton Changchun Changsha Chengdu-CTU Chengdu-TFU Chongqing Dalian Fuzhou Guilin Guiyang Haikou Hailar Hangzhou Harbin Hefei Hohhot Jinan Jinghong Kunming Lanzhou Lhassa Lijiang Nanchang Nankin Nanning Ningbo Pékin · Capitale Pékin · Daxing Qingdao Quanzhou Sanya Shanghaï-Pudong Shanghaï-Hongqiao Shantou-Chaozhou-Jieyang Shenyang Shenzhen Shijiazhuang Taiyuan Tianjin Ürümqi Wenzhou Wuhan Suzhou Xiamen Xi'an Xining Yantai Yinchuan Zhengzhou Zhuhai-Jinwan |
| 500 km1:25 016 000 |

## Statistiques
Le graphique qui aurait dû être présenté ici ne peut pas être affiché car il utilise l'ancienne extension Graph, désactivée pour des questions de sécurité. Des indications pour créer un nouveau graphique avec la nouvelle extension Chart sont disponibles ici.

Voir la requête brute et les sources sur Wikidata.

## Compagnies et destinations
| Compagnies                                           | Destinations |
| ---------------------------------------------------- | --- |
| 9 Air                                                | Changchun, Canton-Baiyun, Guiyang, Haikou, Harbin Taiping, Nanning |
| Air China                                            | Pékin-Capitale, Changsha, Chengdu-Shuangliu, Chongqing-Jiangbei |
| Air China opéré par Dalian Airlines                  | Dalian-Zhoushuizi, Shenzhen-Bao'an |
| Air Macau                                            | Macao |
| Asiana Airlines                                      | Séoul-Incheon |
| Beijing Capital Airlines                             | Guilin-Liangjiang, Guiyang, Haikou, Lijiang, Sanya-Phénix |
| Cathay Dragon                                        | Hong Kong |
| Chengdu Airlines                                     | Changsha, Chengdu-Shuangliu, Sanya-Phénix |
| China Eastern Airlines                               | - Baotou-Donghe, - Beihai-Fucheng, - Pékin-Capitale, - Changchun, - Changsha, - Chengdu-Shuangliu, - Chongqing-Jiangbei, - Dali, - Dalian-Zhoushuizi, - Datong (en), - Dunhuang, - Fuzhou-Chánglè, - Canton-Baiyun, - Guilin-Liangjiang, - Guiyang, - Haikou, - Harbin Taiping, - Hohhot, - Huai'an, - Ji'an, - Kunming-Changshui, - Lanzhou, - Lianyungang-Huaguoshan, - Lijiang, - Liuzhou, - Mianyang Nanjiao, - Nanchang-Changbei, - Nanning, - Ordos Ejin Horo, - Paris-Charles de Gaulle, (Fin le 27 aout 2025) - Qingdao-Jiaodong, - Quanzhou Jinjiang, - Sanya-Phénix, - Shanghai-Pudong, - Shantou-Chaozhou-Jieyang, - Shenyang, - Shenzhen-Bao'an, - Shijiazhuang, - Taiyuan-Wusu, - Tongren Fenghuang (en), - Ürümqi-Diwopu, - Xiamen-Gaoqi, - Xi'an-Xianyang, - Xining-Caojiabao, - Jinghong Xishuangbanna Gasa, - Yan An, - Yancheng, - Yantai, - Yibin Wuliangye (en) , - Yinchuan Hedong, - Yining, - Zhangye, - Zhanjiang-Wuchuan, - Zhengzhou, - Zhongwei, - Zhuhai, - Zunyi (zh) |
| China Eastern Airlines                               | - Bangkok-Suvarnabhumi, - Fukuoka, - Hong Kong, - Jeju, - Kaohsiung, - Kuala Lumpur, - Los Angeles, - Osaka-Kansai, - Phuket, - Séoul-Incheon, - Shin-Chitose, - Shizuoka, - Sydney-K. Smith, - Taichung, - Taïwan-Taoyuan, - Tokyo-Narita, - Vancouver En saison :Mactan-Cebu, Chiang Mai |
| China Eastern Airlines opéré par Shanghai Airlines   | Canton-Baiyun |
| China Express Airlines                               | Chongqing-Jiangbei, Tianshui Maijishan (en), Wanzhou-Wuqiao |
| China Southern Airlines                              | - Changchun, - Changsha, - Dalian-Zhoushuizi, - Canton-Baiyun, - Guilin-Liangjiang, - Guiyang, - Haikou, - Harbin Taiping, - Nanchang-Changbei, - Nanning, - Sanya-Phénix, - Shantou-Chaozhou-Jieyang, - Shenyang, - Shenzhen-Bao'an, - Ürümqi-Diwopu, - Wēihǎi, - Xiamen-Gaoqi, - Yinchuan Hedong, - Yining, - Zhuhai |
| China Southern Airlines opéré par Chongqing Airlines | Baotou-Donghe, Chongqing-Jiangbei |
| China United Airlines                                | Ordos Ejin Horo |
| Donghai Airlines                                     | Changchun, Shenzhen-Bao'an |
| Citilink                                             | Charter : Denpasar-Bali |
| Finnair                                              | Helsinki-Vantaa |
| Hainan Airlines                                      | Dalian-Zhoushuizi, Fuzhou-Chánglè, Canton-Baiyun, Haikou, Harbin Taiping, Sanya-Phénix, Shenzhen-Bao'an, Taiyuan-Wusu, Xi'an-Xianyang, Xining-Caojiabao |
| Hebei Airlines                                       | Fuzhou-Chánglè, Shijiazhuang, Xiamen-Gaoqi |
| Hong Kong Airlines                                   | Hong Kong |
| Juneyao Airlines                                     | - Anshan-Teng'ao (en), - Beihai-Fucheng, - Bijie-Feixiong (en), - Changchun, - Dalian-Zhoushuizi, - Daqing, - Guiyang, - Harbin Taiping, - Huizhou Pingtan (en), - Kunming-Changshui, - Nanning, - Qingdao-Jiaodong, - Sanya-Phénix, - Shenzhen-Bao'an, - Shenyang, - Wēihǎi, - Xiamen-Gaoqi, - Vladivostok, - Zhangjiajie |
| Juneyao Airlines                                     | Jeju, Okinawa-Naha, Kalibo, Osaka-Kansai, Phuket, Shin-Chitose |
| Korean Air                                           | Pusan-Gimhae |
| Kunming Airlines                                     | Kunming-Changshui |
| Lucky Air                                            | Guiyang, Lijiang, Luzhou-Yunlong, Kunming-Changshui |
| Lufthansa                                            | Francfort |
| Malaysia Airlines                                    | Kuala Lumpur |
| Maldivian                                            | Charter : Bangkok-Suvarnabhumi, Malé Velana |
| Mandarin Airlines                                    | Taïwan-Taoyuan |
| Neos                                                 | Milan-Malpensa |
| NokScoot                                             | Bangkok-Don Muang |
| Okay Airways                                         | Changsha, Kunming-Changshui |
| Qingdao Airlines                                     | Haikou, Qingdao-Jiaodong |
| Scoot                                                | Singapour-Changi |
| Shandong Airlines                                    | Anshun-Huangguoshu (en), Guilin-Liangjiang, Kunming-Changshui, Qingdao-Jiaodong, Taiyuan-Wusu, Ürümqi-Diwopu, Xiamen-Gaoqi, Yantai |
| Shenzhen Airlines                                    | - Changchun, - Changsha, - Chengdu-Shuangliu, - Chongqing-Jiangbei, - Dalian-Zhoushuizi, - Fuzhou-Chánglè, - Canton-Baiyun, - Guilin-Liangjiang, - Guiyang, - Harbin Taiping, - Hohhot, - Kunming-Changshui, - Lanzhou, - Nanning, - Quanzhou Jinjiang, - Sanya-Phénix, - Shenyang, - Shenzhen-Bao'an, - Taiyuan-Wusu, - Xiamen-Gaoqi, - Xi'an-Xianyang, - Xining-Caojiabao, - Yantai, - Yinchuan Hedong, - Yuncheng, - Zhengzhou, - Zhuhai |
| Sichuan Airlines                                     | Chengdu-Shuangliu, Chongqing-Jiangbei, Harbin Taiping, Kunming-Changshui, Lijiang, Mianyang Nanjiao, Sanya-Phénix, Zhangjiajie |
| Spring Airlines                                      | Shenyang |
| Thai AirAsia                                         | Bangkok-Don Muang |
| Thai Lion Air                                        | Bangkok-Don Muang, Phuket En saison charter : Krabi |
| Tianjin Airlines                                     | Dalian-Zhoushuizi, Haikou, Qingdao-Jiaodong, Shantou-Chaozhou-Jieyang, Xi'an-Xianyang |
| Tibet Airlines                                       | Chengdu-Shuangliu, Guiyang, Lhassa-Gonggar, Mianyang Nanjiao, Xining-Caojiabao |
| Uni Air                                              | Taïwan-Taoyuan |
| Vietnam Airlines                                     | Hanoï-Nội Bài, Cam Ranh |
| West Air                                             | Chongqing-Jiangbei, Fuzhou-Chánglè, Guiyang, Shenzhen-Bao'an |
| XiamenAir                                            | Changchun, Changsha, Dalian-Zhoushuizi, Fuzhou-Chánglè, Hailar, Harbin Taiping, Hohhot, Quanzhou Jinjiang, Shenyang, Xiamen-Gaoqi, Xi'an-Xianyang, Xining-Caojiabao, Yuncheng |

Édité le 14/04/2018

## Fret
| Compagnies               | Destinations |
| ------------------------ | --- |
| China Airlines Cargo     | Taipei-Taoyuan |
| China Postal Airlines    | Pékin-Capital, Changsha, Chengdu, Fuzhou, Canton, Hong Kong, Shanghai-Pudong, Shenyang, Shenzhen, Shijiazhuang,Weifang, Wuhan, Xi'an                                                                              |
| Singapore Airlines Cargo | Anchorage, Los Angeles, Singapour, Xiamen |
| Air Caraïbes             | Aéroport Nantes-Atlantique. (3 rotations par semaine de mai à juin 2020, pour produits sanitaires à la suite du Covid) Pour le moment, le maintien de la ligne après juin, en cargo ou civil, n'est pas envisagé. |

## Transport terrestre

### Navette aéroport

#### Centre-ville – l’aéroport
- Au départ de la Gare du Sud de Nankin vers l’aéroport : Une navette toutes les 20 minutes de 6h00 à 21h00, durant environ 40 minutes.

- Au départ de la place de l’est de la Gare de Nankin vers l’aéroport (avec un arrêt à la rue LongPanZhongLu) : Une navette toutes les 40 minutes de 5h40 à 21h00, durant environ 80 minutes.

#### Aéroport – Le centre-ville
- Ligne 1: Servie de 30 min après le premier atterrissage au dernier atterrissage de la journée, avec un intervalle au plus de 30 minutes. (Les arrêts : le Carré Yuhua, le Pont Qinhong, la station de métro Xihuamen, la Gare de Nankin)

- Ligne 2: Servie de 9h30 à 22h30, avec un intervalle au plus de 30 minutes. (Les arrêts : l’hôtel de Cuipingshan, la Gare du Sud de Nankin, la station de métro Zhonghuamen)

### Taxi
Le taxi est facilement accessible à l'extérieur du hall des arrivées, le prix est environ ￥100(environ 17 $)de l’aéroport au centre-ville de Nankin.

### Autoroute
L'aéroport est accessible par la rue Konggang, qui se connecte à l'autoroute de l'aéroport (S88). L'autoroute de l'aéroport fait partie de l’autoroute de Ningxuan (Nanjing—Xuancheng, S55).

### Transport ferroviaire
La première phase de la ligne interurbain de Ninggao, aussi appelée Ligne 6 du métro de Nankin, relie l'aéroport à la gare de Nankin Sud. Le test de fonctionnement de la ligne a été prévu pour mai 2014, et la mise en service devrait commencer à mi-2014, en conjonction avec l'ouverture du Terminal No.2.